# James Wilby (nadador)
James Wilby (12 de novembro de 1993) é um nadador britânico, medalhista olímpico.

## Carreira
Wilby conquistou a medalha de prata nos Jogos Olímpicos de Verão de 2020 em Tóquio na prova de revezamento 4×100 m medley masculino, ao lado de Luke Greenbank, Adam Peaty, James Guy e Duncan Scott, com a marca de 3:27.51.